# 圣皮埃尔 (上加龙省)
圣皮埃尔（法語：Saint-Pierre，法語發音：[sɛ̃ pjɛʁ] ⓘ）是法国上加龙省的一个市镇，位于该省东北部，属于图卢兹区。

## 地理
圣皮埃尔（43°37'53"N, 1°39'1"E）面积4.74 平方千米，位于法国奧克西塔尼大區上加龙省，该省份为法国西南部内陆省份，西南端与西班牙接壤，自此顺时针与上比利牛斯省、热尔省、塔恩-加龙省、塔恩省、奥德省和阿列日省接壤。
与圣皮埃尔接壤的市镇（或旧市镇、城区）包括：韦尔费伊、戈雷、拉瓦莱特、圣马塞尔-波莱勒。
圣皮埃尔的时区为UTC+01:00、UTC+02:00（夏令时）。

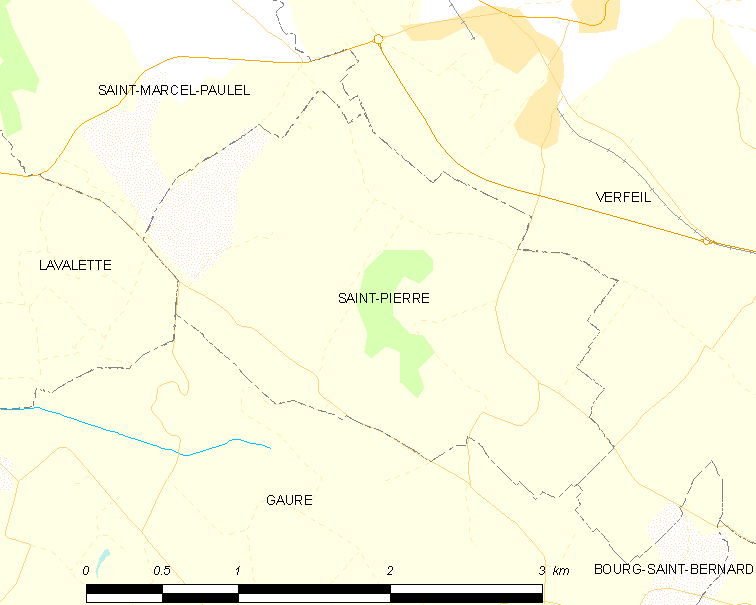
圣皮埃尔的OSM定位图

## 行政
圣皮埃尔的邮政编码为31590，INSEE市镇编码为31511。

## 政治
圣皮埃尔所属的省级选区为佩什博尼约县。

## 人口

1962-2008年间圣皮埃尔人口变化图示

圣皮埃尔于2022年1月1日时的人口数量为261人。

## 图集

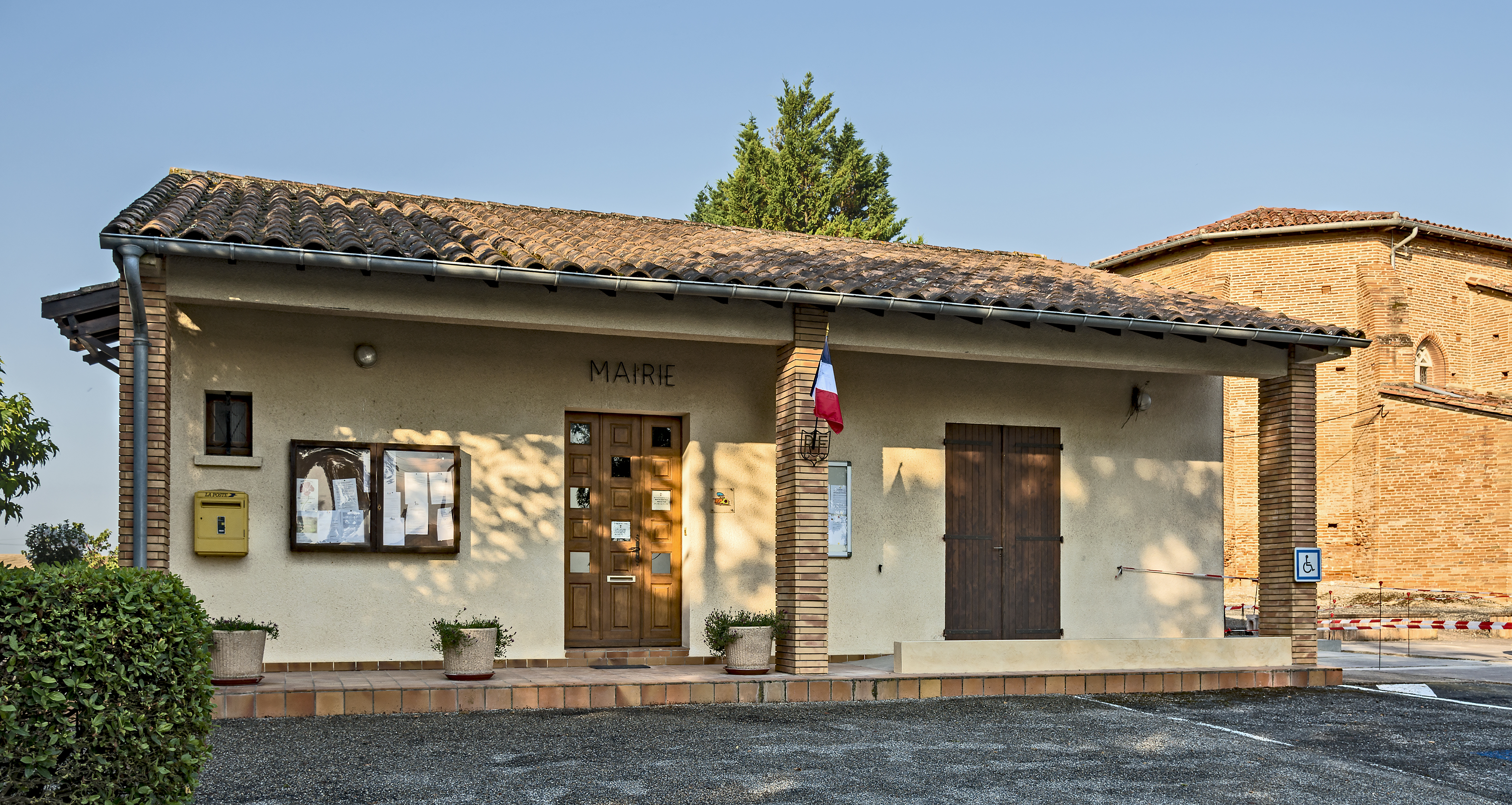
市政厅
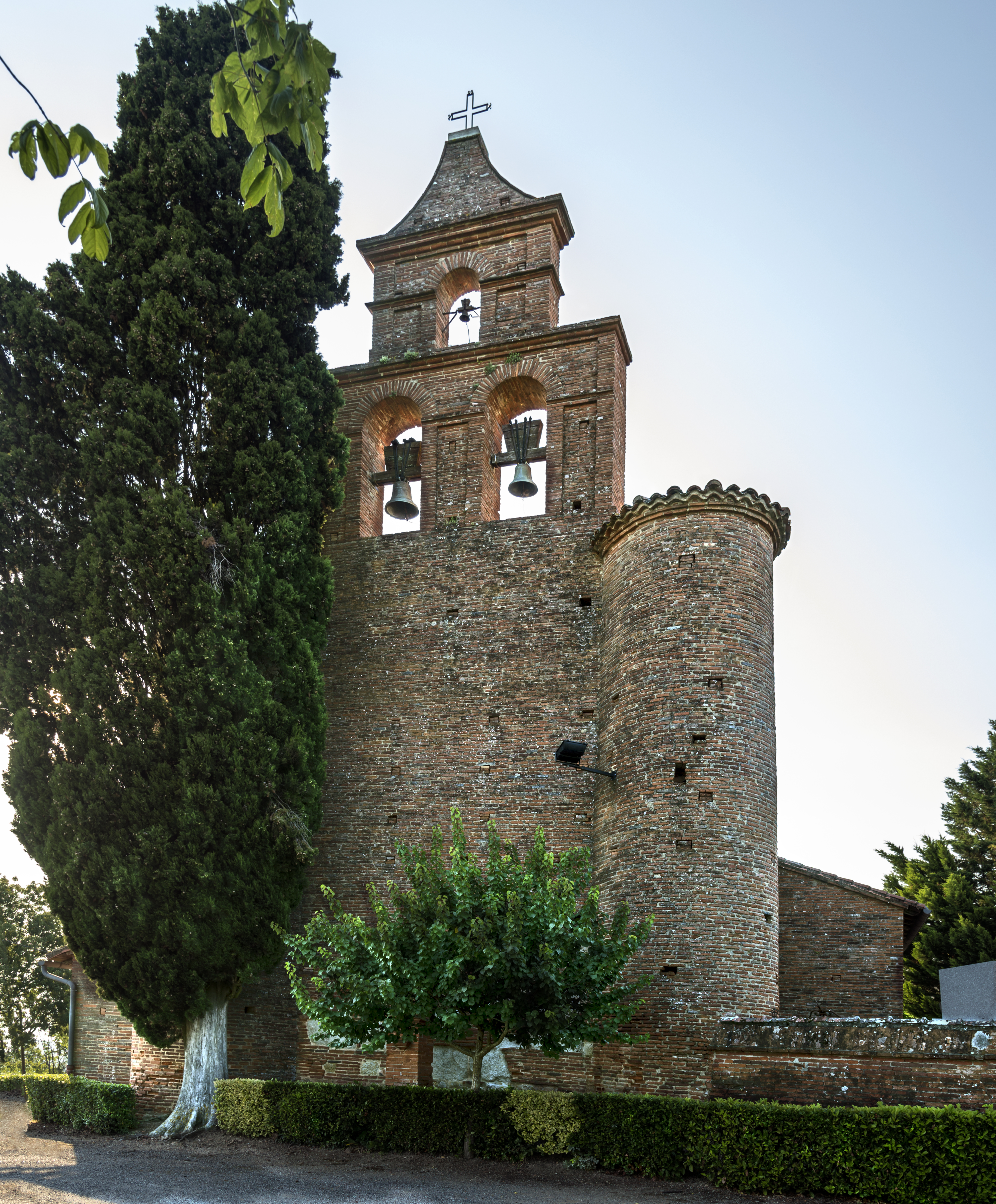
圣马丁教堂
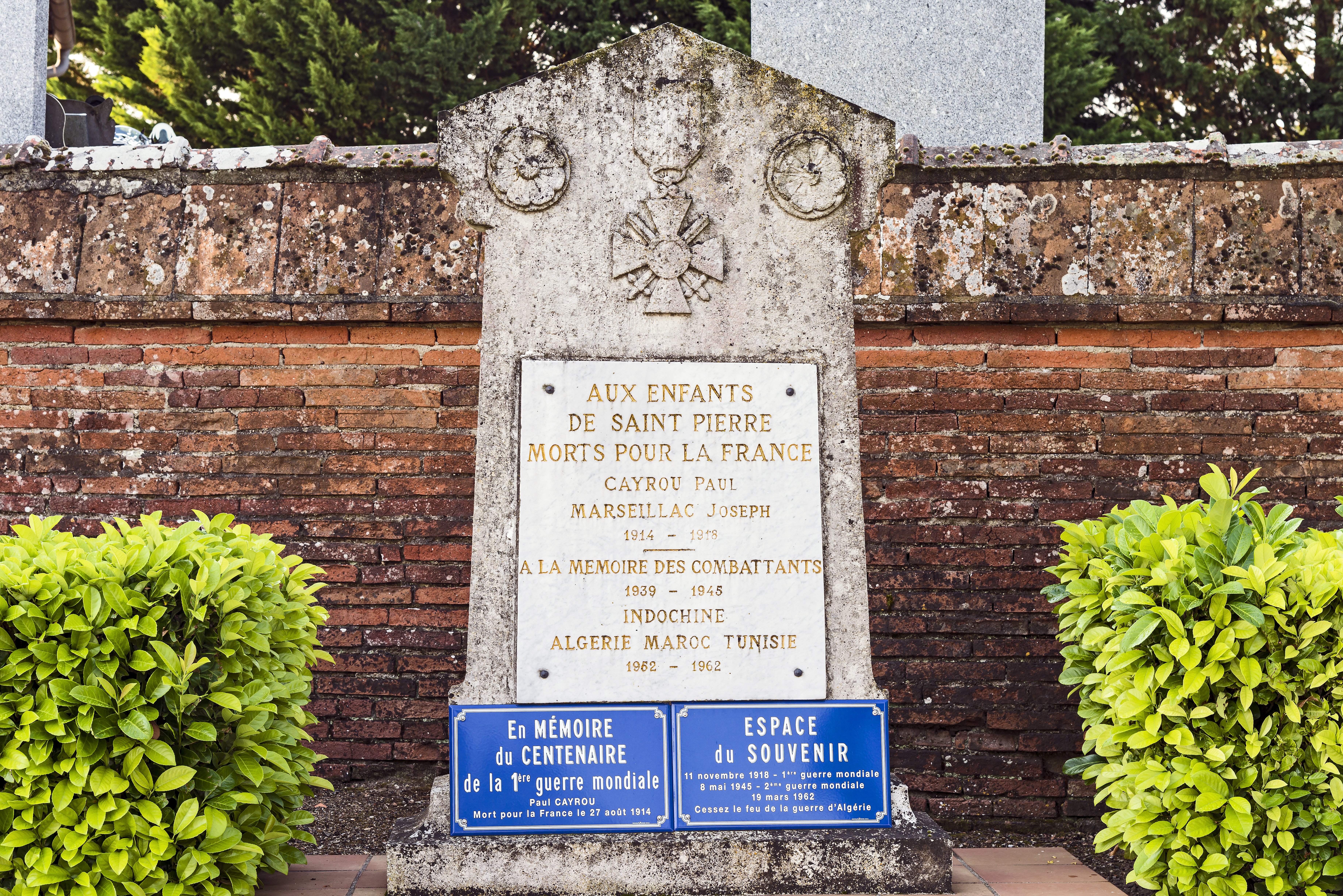
战争纪念碑